# シリー諸島フットボールリーグ

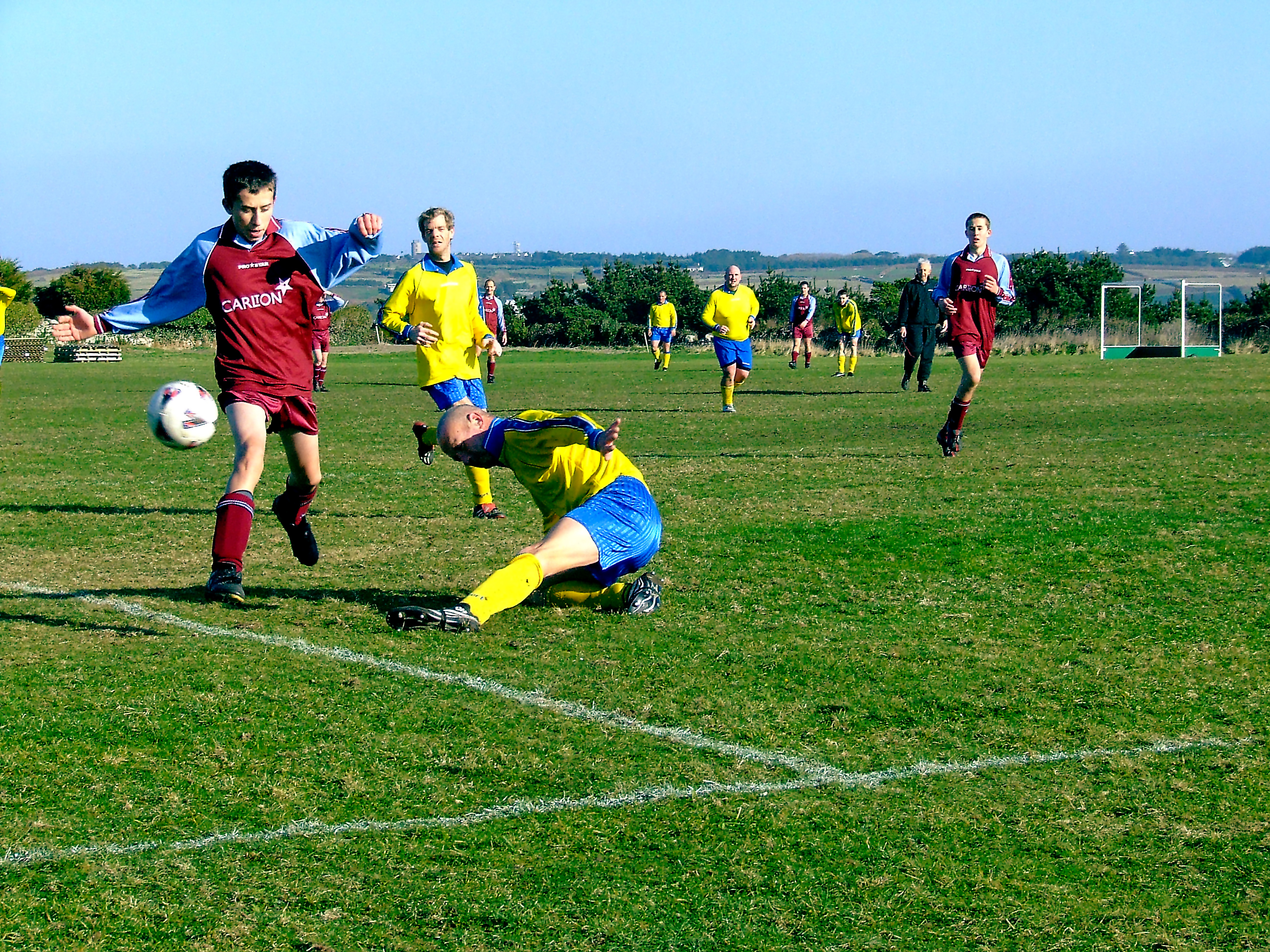
リーグ戦の模様。赤いシャツがガリソン・ガナーズ、黄色がウールパック・ワンダラーズ。

シリー諸島フットボールリーグ (Isles of Scilly Football League) は、シリー諸島で開催されるサッカーリーグである。リーグは2つのクラブで構成され、世界最小のサッカーリーグとしてギネス世界記録に認定されている。

## 歴史
シリー諸島では1920年代より、セント・メアリーズ島、トレスコ島、ブライア島、セント・アグネス島の対抗戦として、ライオネス・インターアイランドカップという大会が開催されていた。1950年代に入ると参加チームは2つまで減り、レンジャーズとローヴァーズの2クラブによる対抗戦となった。2つのクラブは1984年にガリソン・ガナーズ (Garrison Gunners)、ウールパック・ワンダラーズ (Woolpack Wanderers) と名前を変え、現在に至っている。

## 大会概要
シリー諸島のシーズンは、他の欧州サッカーリーグ同様にチャリティシールドで幕を開ける。ガリソン・ガナーズとウールパック・ワンダラーズのメンバーはシーズン前に行われるパブでの会合によって決定され、この2クラブが毎週日曜17回戦を行いタイトルを争う。リーグ戦は例年、11月半ばに開幕し、翌年の3月に全日程を終了する。
通常のリーグ戦の他に、ホールセラーズカップ（問屋カップ）、フォアデッキカップ（前甲板カップ）の2つのカップ戦がある。カップ戦はホーム・アンド・アウェーの2試合で争われるが、グラウンドは1つしかないためにアウェーポイントの概念は存在しない。これら全ての試合は、セント・メアリーズ島のガリソン・フットボールグラウンドで開催される。このほかボクシング・デーには「老いぼれ 対 糞ガキ」による特別試合が開催される。